# Companhia de Desenvolvimento Habitacional e Urbano do Estado de São Paulo
A Companhia de Desenvolvimento Habitacional e Urbano do Estado de São Paulo (CDHU) é uma empresa ligada ao governo do estado de São Paulo fundada em 1949 para construir e financiar moradias populares voltadas para pessoas de baixa renda. Foi considerada em 2010 uma das maiores empresas do setor na América Latina.
O nome atual da empresa foi instituído em 1989, anteriormente já teve outras designações como CECAP, CODESPAULO e CDH. A empresa atende pessoas com remuneração até dez salários mínimos e dá preferência para pessoas com salários menores.